# Прем'єр-ліга (Канада)
Канадська прем'єр-ліга (англ. Canadian Premier League; фр. Première ligue canadienne) — професійна чоловіча футбольна ліга Канади. На вершині системи канадських футбольних ліг це головне національне змагання країни. Ліга складається з восьми команд які представляють п'ять з десяти провінцій Канади. Кожна команда грає 28 ігор у регулярному сезоні, після чого відбуваються ігри плей-оф (півфінали), кульмінацією яких є фінал канадської прем'єр-ліги.
Чемпіон прем'єр-ліги і переможець регулярного сезону заробляють місця в Лізі чемпіонів КОНКАКАФ, змагаючись з командами з усієї Північної Америки, Центральної Америки та Карибського басейну за місце на Клубному чемпіонаті світу ФІФА. Усі команди прем'єр-ліги також грають у чемпіонаті Канади разом із канадськими клубами з інших ліг. Кваліфікація до Ліги чемпіонів КОНКАКАФ також доступна для клубів прем'єр-ліги, якщо вони виграли чемпіонат Канади.